# محافظة القنال
محافظة القنال، محافظة مصرية سابقة في الفترة ما بين عاميّ 1859 و 1960. كانت عاصمتها مدينة بورسعيد.